# ロージャ
ロージャ (Rózsa)は、ハンガリー語の姓、女性名であり、英語名のローズに相当する。姓のロージャは、名に由来する。
名前の変種には、ロジャ (Rozsa)、ロージャーク (Rózsák)、ロージャーシュ (Rózsás)、ロジャシュ (Rozsas)などがある。この名前を持つ人物は以下を参照。

## 名
- チッラグ・ロージャ（英語版）（1832〜1892）、オーストリア＝ハンガリーのオペラ歌手
- ダラージュ・ロージャ（英語版）（1987年生まれ）、ハンガリーのスピードスケーター
- ホフマン・ロージャ（英語版）（1948年生まれ）、ハンガリーの政治家
- ペーテル・ロージャ（英語版）（1905〜1977年）、ハンガリーの数学者

## 姓
- ロージャ・ダーニエル（英語版）（1984年生まれ）、ハンガリーのサッカー選手
- ロージャ＝フロレシュ・エドゥアルド（英語版）（1960–2009）、ハンガリーのジャーナリスト
- ロージャ・エンドレ（英語版）（1941–1995）、ハンガリーの詩人
- ロージャーシュ・ヤーノシュ（英語版）（1937年生まれ）、ハンガリーの映画監督
- ジョニー・ロージャ（英語版）（1946年生まれ）、アメリカの写真家
- ロージャ・ミクローシュ（1907–1995）、ハンガリーの作曲家
- ロージャ・ノルベルト（英語版）（1972年生まれ）、ハンガリーの水泳選手
- ロージャ・シャーンドル（1813–1878）、ハンガリーの無法者
- ロージャ・ヴェラ（英語版）（1917–2010）、ハンガリーの歌手